# Transmission primaire
Dans un véhicule motorisé dont le moteur entraîne un axe moteur, ou vilebrequin, la transmission primaire est l'ensemble des mécanismes qui transmettent le mouvement du vilebrequin à la transmission finale qui, elle, le transmet aux organes propulsifs (roues, chenilles, hélice, etc.). Lorsque le véhicule est doté d'un embrayage, d'une boîte de vitesses ou d'un variateur de vitesses, ces organes font partie de la transmission primaire et s'intercalent entre le vilebrequin et la transmission finale.
La transmission primaire peut également servir à faire démarrer le moteur : elle est, pour ce faire, activée soit par un dispositif manuel (manivelle, kick-starter, lanceur, etc.), soit par un démarreur, généralement électrique.

## Intérêt

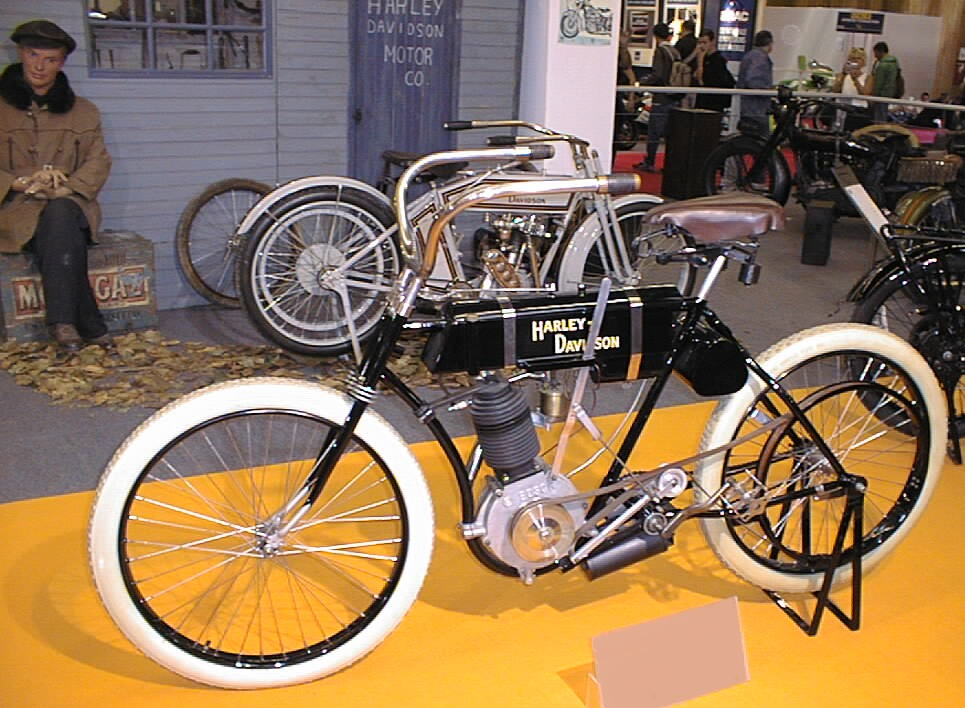
Harley-Davidson sans transmission primaire (début des années 1900).

Tous les moteurs n'ont pas de transmission primaire. Ainsi, par exemple, la plupart des motos du début du XXe siècle étaient dépourvues de boîte de vitesses et avaient seulement une transmission finale assurée par une courroie entraînée par une poulie directement fixée sur le vilebrequin. Un autre exemple est le Vélosolex : la roue avant, motrice, est entraînée par un galet directement fixé sur le vilebrequin.

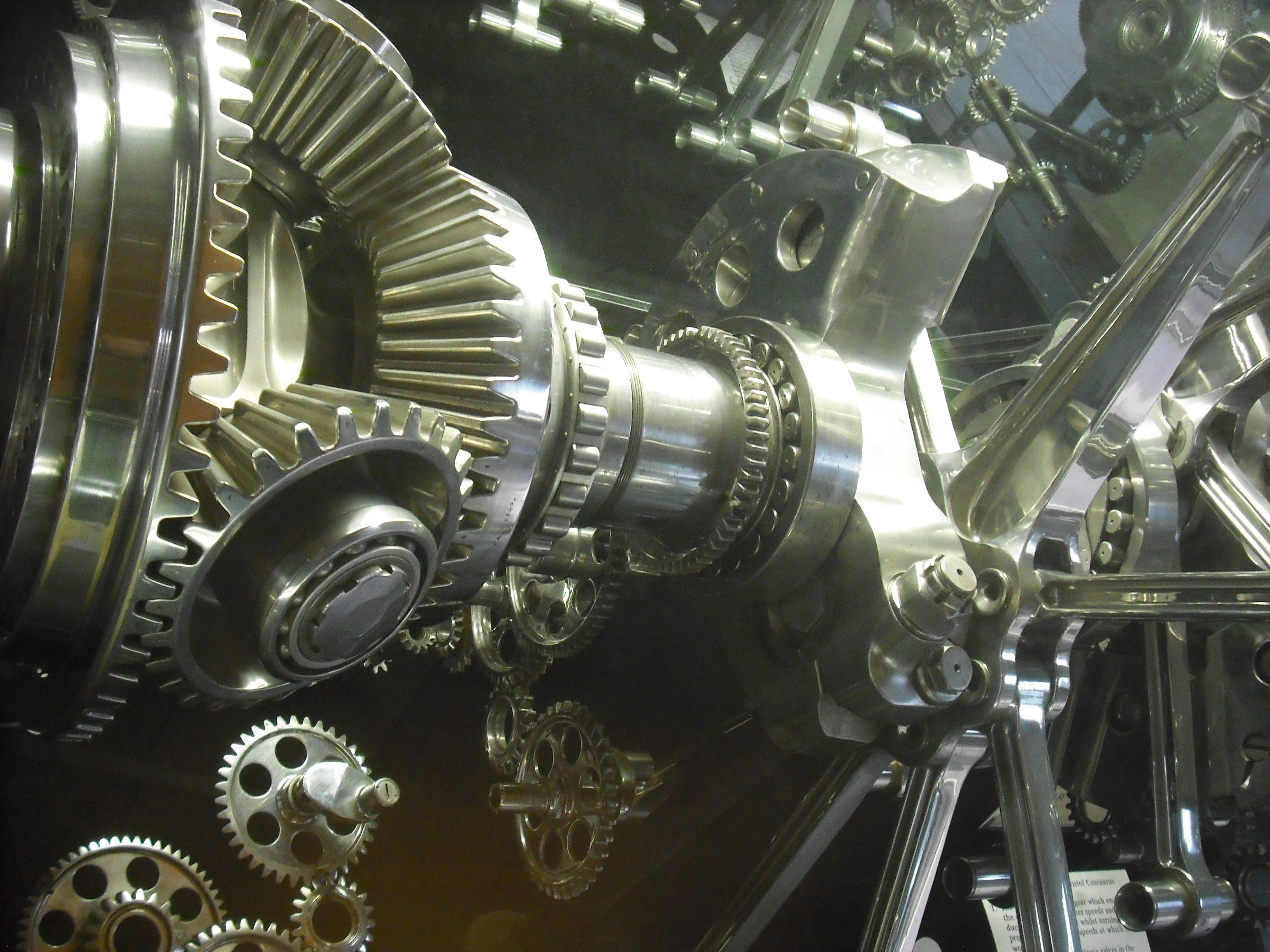
Transmission par engrenages sur moteur d'avion Bristol Centaurus (années 1930).

Il y a, cependant, de nombreux avantages à utiliser une transmission primaire, notamment  pour créer une démultiplication permettant d'avoir une vitesse de rotation différente entre celle du vilebrequin et celle appliquée à la transmission finale. C'est le cas, par exemple, de certains avions à hélice : une transmission primaire à base d'engrenages est intercalée entre le vilebrequin et l'axe porteur de l'hélice.
Pour certaines utilisations, et notamment pour les automobiles, les camions et les motos, il est intéressant de permettre que le rapport de démultiplication puisse changer selon les besoins : c'est le rôle de la boîte de vitesses ou du variateur.

## Principes généraux
La transmission primaire commence généralement par un pignon situé en bout de vilebrequin.
Pour atteindre la boîte de vitesses ou le variateur, elle utilise ensuite l'une des trois techniques suivantes, ou une combinaison d'entre elles :
- Engrenages : le pignon du vilebrequin est relié à un ensemble de pignons permettant d'une part d'atteindre les organes récepteurs du mouvement, et d'autre part de définir le sens et la vitesse de rotation en fonction du facteur de réduction obtenu par l'enchaînement de ces pignons ;
- Chaîne : le pignon du vilebrequin entraîne une chaîne qui est reliée à un ou plusieurs autres pignons[e]. Comme précédemment, cet enchaînement définit sens et vitesse de rotation des organes activés ;
- Courroie synchrone : le pignon du vilebrequin entraîne une courroie qui a les mêmes fonctions que celle de la chaîne mentionnée ci-dessus.

Lorsqu'il existe des engrenages entre le vilebrequin et la transmission finale, ils peuvent aussi être utilisés pour activer d'autres systèmes comme la distribution, l'alternateur, la pompe à huile, et, plus généralement, des éléments qui ont besoin d'être mécaniquement entraînés par ou synchronisés avec le moteur.

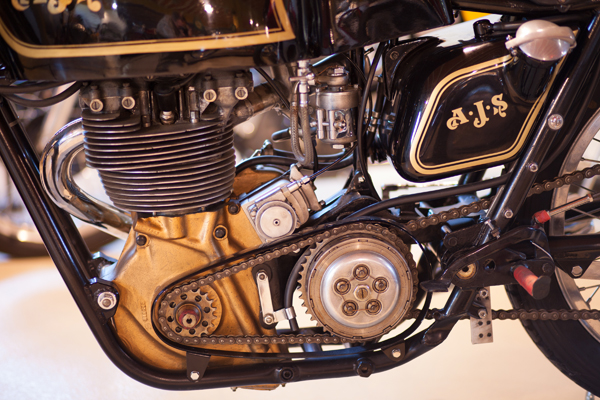
Transmission primaire par chaîne sur AJS 7R (années 1950).
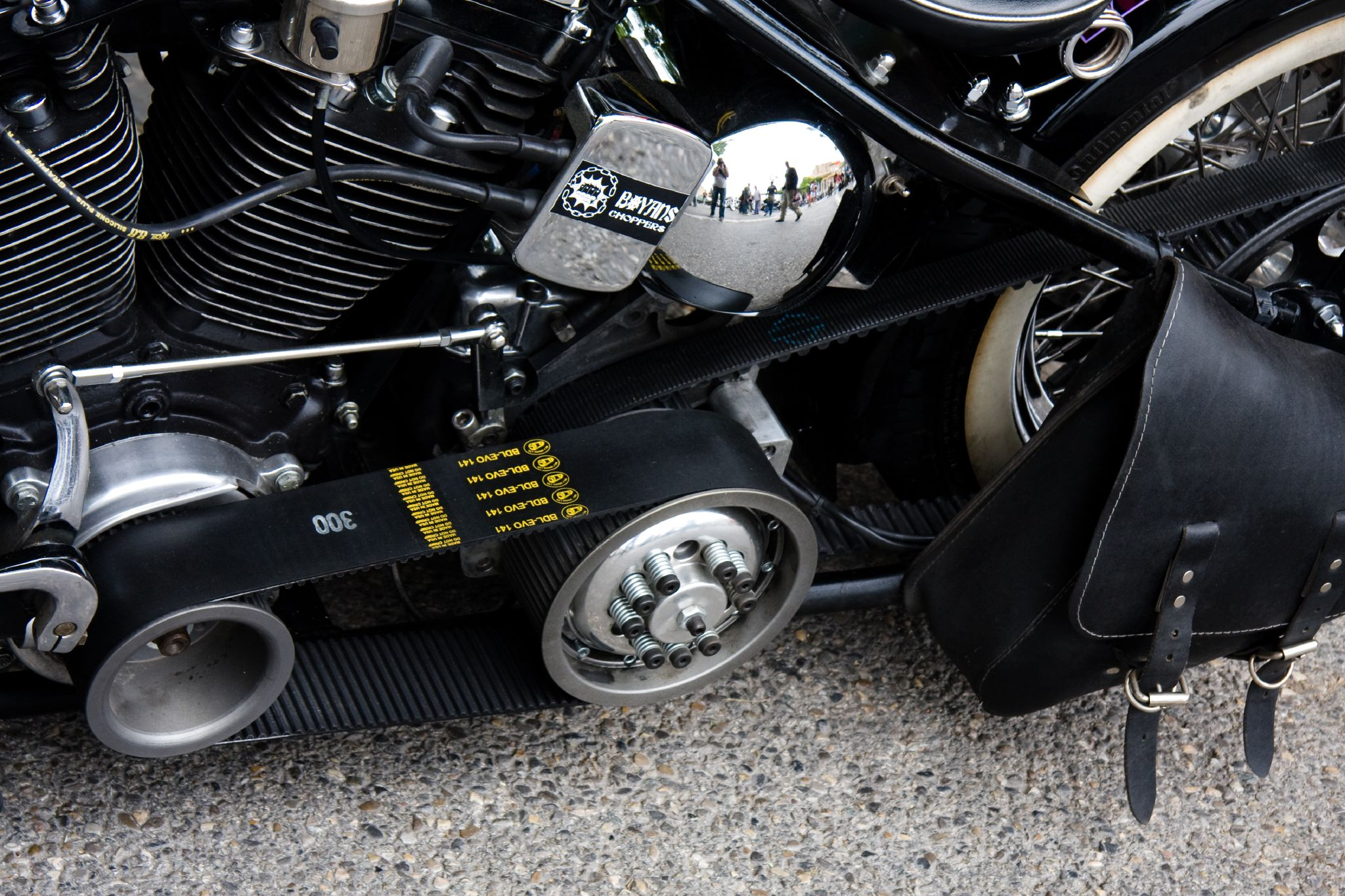
Transmission primaire par courroie sur Harley-Davidson (années 2000).
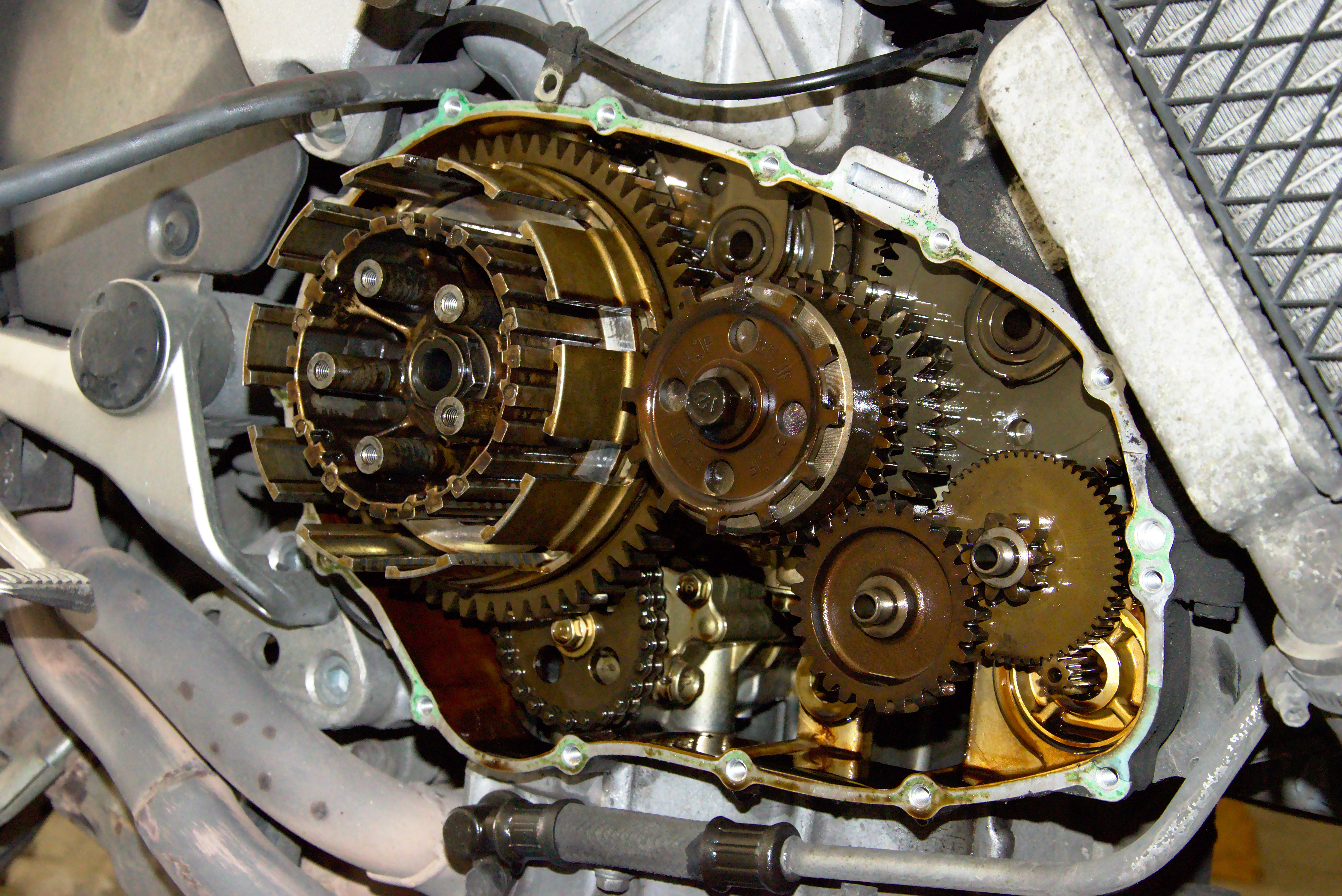
Transmission par engrenages et chaîne sur Honda VFR 800 (années 2000).

## Boîte de vitesses
La boîte de vitesses fait partie de la transmission primaire. Elle a pour rôle principal de permettre de faire varier le rapport de démultiplication entre la vitesse de rotation reçue du vilebrequin et celle transmise à la transmission finale. Lorsqu'elle est dotée d'un système de marche arrière, elle permet également d'inverser le sens de rotation de la transmission finale.

Boîte de vitesses à quatre rapports et marche arrière (R) : M est le lien vers le vilebrequin, C vers la transmission finale.

Il existe trois grands types de boîte de vitesses, contenant eux-mêmes plusieurs variantes de réalisation :
- boîte de vitesses manuelle : le changement de rapport est commandé par le conducteur qui agit sur l'embrayage pour découpler la transmission finale puis la coupler de nouveau après avoir sélectionné le rapport désiré. Une telle boîte est parfois désignée par l'acronyme BVM, pour Boîte de Vitesses Manuelle, suivie d'un chiffre indiquant le nombre de rapports disponibles pour la marche avant. Ainsi, par exemple, BVM5 désigne une boîte manuelle à cinq rapports (hors marche arrière éventuellement).
- boîte de vitesses automatique : un système choisit automatiquement le rapport de démultiplication et pilote l'embrayage, sans intervention du conducteur[f]. Une telle boîte est parfois désignée par l'acronyme BVA , pour Boîte de Vitesses Automatique, suivie d'un chiffre indiquant le nombre de rapports disponibles pour la marche avant (ex : BVA6).
- boîte de vitesses robotisée : la boîte permet un fonctionnement automatique mais aussi au conducteur de changer les rapports, sans avoir à agir sur l'embrayage.

## Variateur de vitesse mécanique

Variateur à entraxe fixe et courroie trapézoïdale (principe de fonctionnement).

Un variateur de vitesse mécanique permet, comme une boîte de vitesses, de faire varier le rapport de démultiplication entre la vitesse de rotation reçue du vilebrequin et celle transmise à la transmission finale. Mais il y a deux différences notables entre boîte et variateur :
- le variateur n'a pas besoin d'embrayage ;
- contrairement à une boîte qui ne dispose que d'un nombre entier et limité de rapports, le variateur peut faire varier continûment ce rapport entre le plus court et le plus long possibles. Cette variation peut être commandée par le conducteur, ou automatique.

Il existe plusieurs variantes d'implémentation d'un variateur, dont une est assez régulièrement utilisée sur des véhicules terrestres motorisés : celle à poulies à entraxe fixe et courroie trapézoïdale. Le fonctionnement est le suivant : une courroie de section trapézoïdale est reliée à deux poulies  constituée chacune de deux flasques coniques dont l'écartement fait varier le rapport de démultiplication entre la poulie menante et la poulie menée tout en maintenant la courroie en tension. À l'arrêt, le système déconnecte la transmission finale de l'arbre moteur. Ce système dans une version automatisée est utilisé, sous l'appellation CVT, sur de nombreux scooters et certaines voitures de petite cylindrée: l'écartement des flasques est déterminé par le régime moteur.

## Embrayage
L'embrayage est indispensable pour pouvoir, sans arrêter le moteur, arrêter le véhicule ou changer le rapport de transmission d'une boîte de vitesses. Son rôle principal est de permettre de coupler et découpler, sur commande, l'arbre moteur de la boîte de vitesses : la boîte change de rapport une fois découplée de l'arbre moteur. Un deuxième rôle important de l'embrayage est de réaliser le couplage de façon progressive pour éviter des à-coups en réalisant une synchronisation progressive des deux axes en cours de couplage. Dans le cas d'une boîte de vitesses manuelle, l'embrayage est commandé par le conducteur. Dans le cas d'une boîte automatique, l'embrayage est activé sans intervention du conducteur.

Il existe plusieurs variantes d'embrayage. Les plus répandues sont mécaniques et basées sur la friction entre surfaces (disques, cônes, etc.) : une commande mécanique, activée par le conducteur dans le cas d'une boîte manuelle, écarte les surfaces pour débrayer, et des ressorts ramènent les surfaces en contact pour embrayer.

Embrayage à cône.
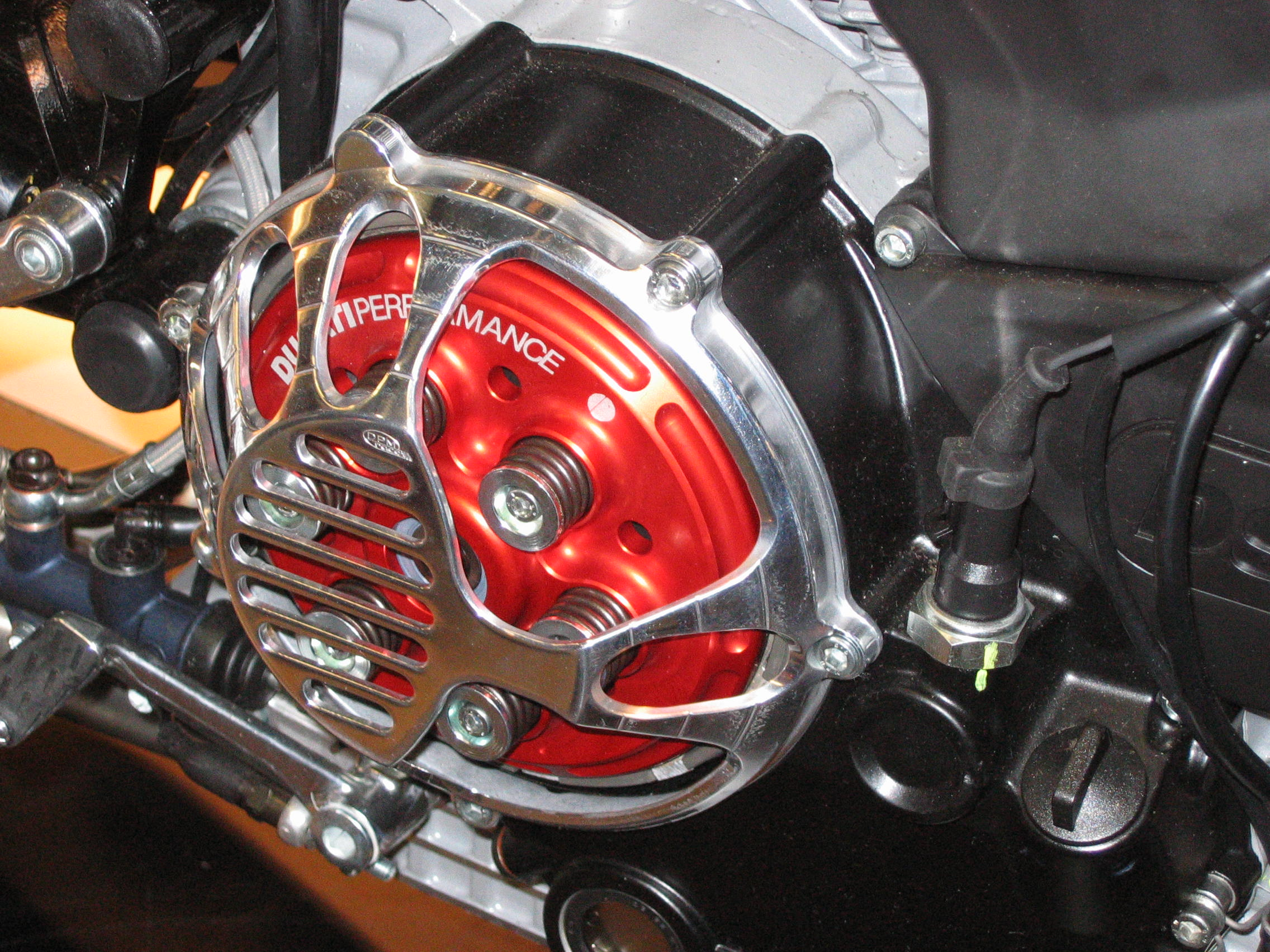
Embrayage à disques sur Ducati : les six ressorts sont visibles sur la cloche rouge.
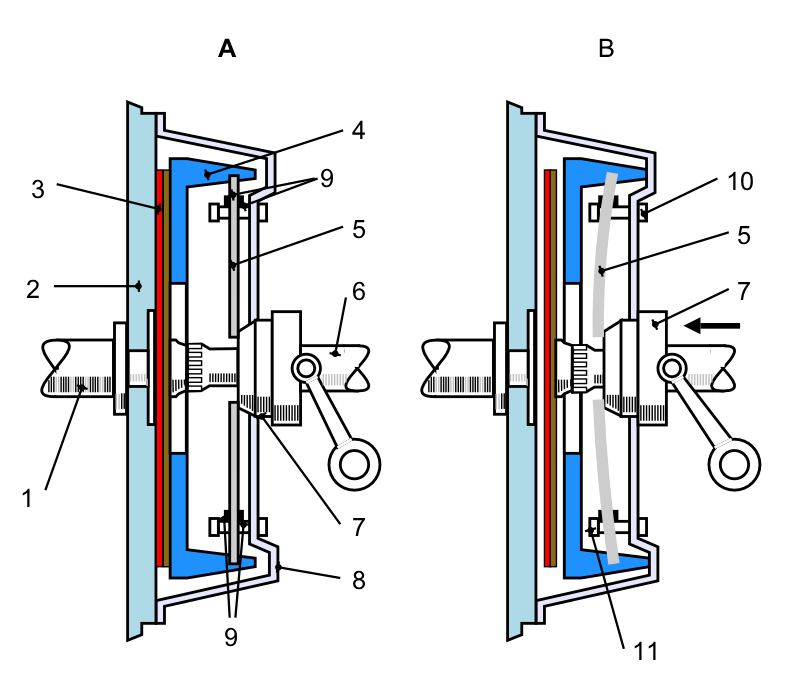
Embrayage monodisque à ressort diaphragme : embrayé à gauche, débrayé à droite.

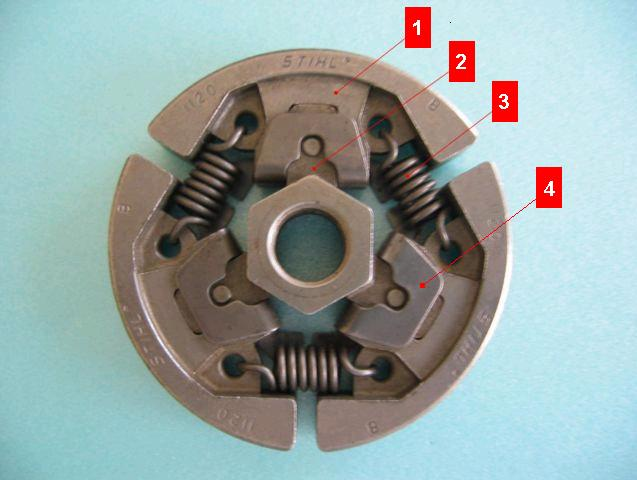
Embrayage centrifuge : les trois masselottes (1) sont ramenées en position débrayée par les ressorts (3).

Une autre variante, l'embrayage centrifuge, a également été utilisée sur certaines automobiles, comme la Citroën 2CV, et est encore utilisée sur certains cyclomoteurs et scooters, comme le Vélosolexou certaines Mobylette , ainsi que sur différentes machines (groupes électrogènes, pompes, compresseurs, etc.). C'est un embrayage automatique à friction dans lequel la rotation du vilebrequin, en faisant tourner l'embrayage, écarte des masselottes qui vont embrayer le mécanisme. Lorsque le régime moteur baisse en dessous d'un certain seuil, le mécanisme peut débrayer spontanément : cette caractéristique, sans conséquence pour la plupart des machines, peut être un inconvénient dans le cas des véhicules car elle peut perturber la conduite, notamment par perte du frein moteur.

## Transmission primaire et démarrage
Pour être démarré, un moteur thermique à combustion interne à l'arrêt doit être mis en mouvement par un mécanisme appelé démarreur. Un démarreur est un actionneur qui peut être manuel ou motorisé. Le démarreur est relié à la transmission primaire de la machine concernée : il fait tourner le vilebrequin, ce qui entraîne la mise en mouvement du moteur et son démarrage.

### Démarreur motorisé

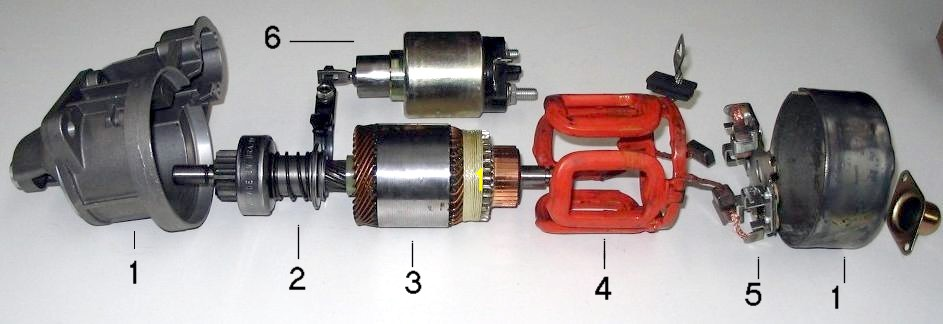
Vue éclatée d'un démarreur électrique. Le pignon, à gauche, active le vilebrequin quand le démarreur est en action.

Les démarreurs motorisés sont, sur la plupart des véhicules thermiques motorisés actuels, électriques : ce sont de petits moteurs électriques qui, alimentés par la batterie du véhicule, délivrent un fort couple transmis au vilebrequin par un engrenage n'accouplant le démarreur au vilebrequin que pendant le court moment où le démarreur est actif. Le démarreur électrique est un équipement très répandu : il équipe notamment la quasi-totalité des automobiles, camions, motos et scooters modernes, ainsi que certains cyclomoteurs, et diverses autres machines. D'autres dispositifs sont possibles : démarreurs à air comprimé, à poudre, etc.

### Démarreur manuel
Le démarrage du moteur peut être effectué par une action humaine sans appel à une autre source d'énergie. Il est alors qualifié de démarrage manuel. La fonction de démarrage, identique à celle des démarreurs motorisés, peut être réalisée de différentes façons :
- manivelle : une manivelle amovible s'engrène dans un axe relié au vilebrequin. L'activation manuelle de cette manivelle entraîne le vilebrequin. Les voitures de la première moitié du XXe siècle étaient, pour la plupart, démarrées ainsi[15].
- kick : un levier, activé au pied par le conducteur, met le vilebrequin en action par l'intermédiaire d'un engrenage. Ce système a équipé la quasi-totalité des deux-roues motorisés avant la généralisation des démarreurs électriques[16]. Il est encore utilisé sur certains deux-roues de faible ou moyenne cylindrée.
- lanceur filaire : l'utilisateur tire sur une corde  (ou un câble) enroulée autour d'une poulie qui est reliée au vilebrequin. Cette configuration est fréquemment utilisée sur les moteurs hors-bords, les tondeuses à gazon et motoculteurs thermiques, ainsi que diverses autres machines thermiques (tronçonneuses, etc.)[17].

Un moteur peut aussi, dans certains cas, être mis en route sans organe démarreur spécifique. Ainsi, par exemple, l'utilisateur d'un cyclomoteur doté de pédales peut le démarrer en pédalant, le mouvement de la roue entraînant le vilebrequin. Les avions à hélice du début du XXe siècle étaient, de façon similaire, démarrés par lancement manuel de l'hélice. Et un véhicule à roues doté d'une boîte manuelle peut  généralement être démarré "à la poussette" : en enclenchant un rapport et poussant le véhicule, le vilebrequin et le moteur sont activés.

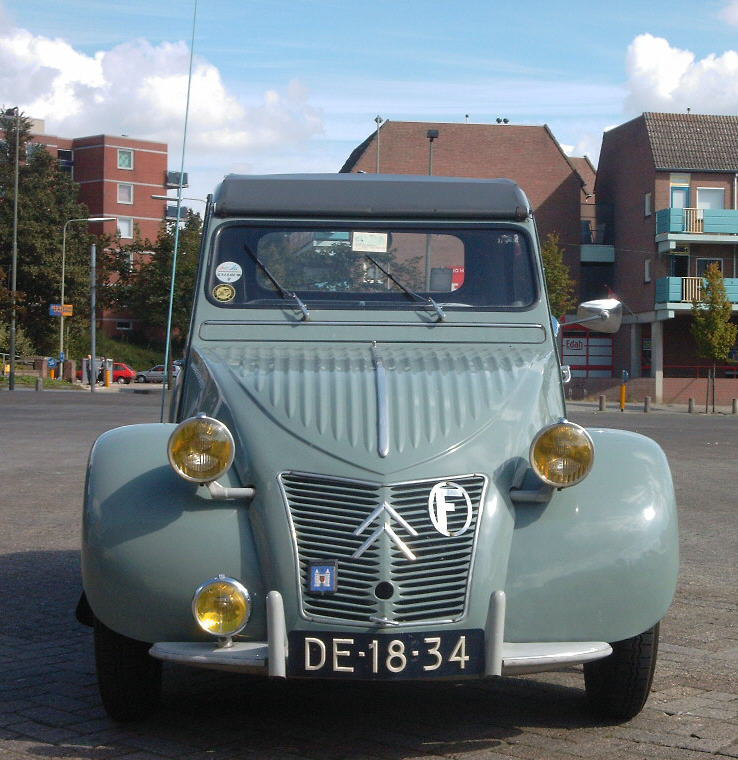
Citroën 2CV de 1957. Le trou rond dans la calandre permet d'insérer la manivelle de démarrage.
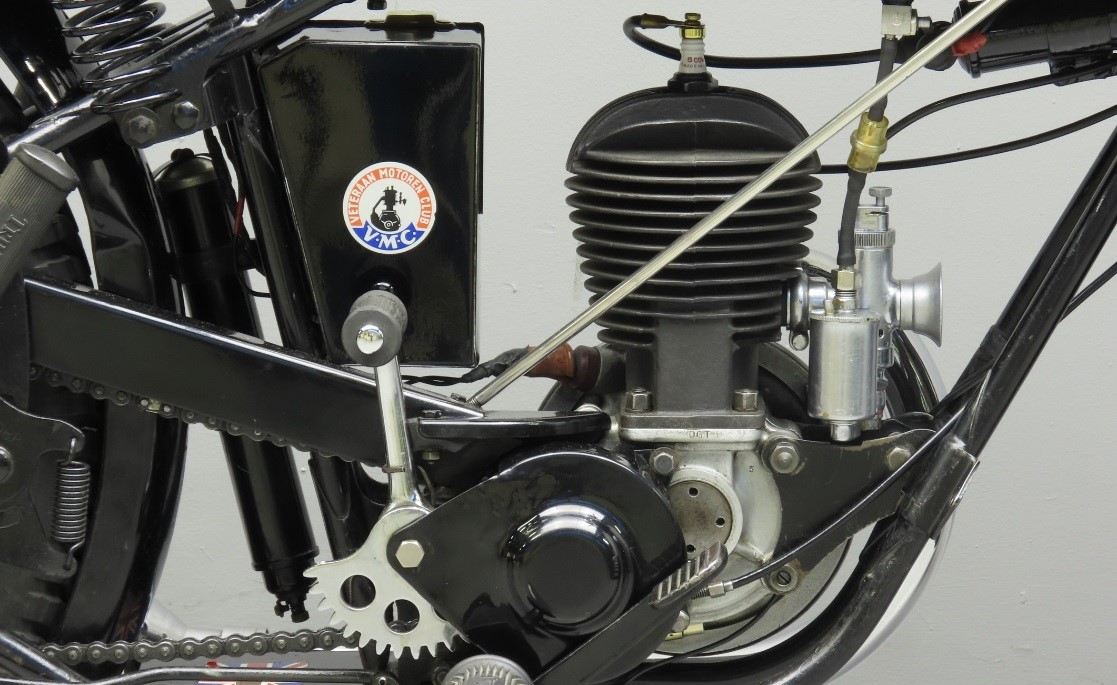
Kick sur Triumph X 175 de 1930. La roue dentée en bout du levier entraîne le vilebrequin.
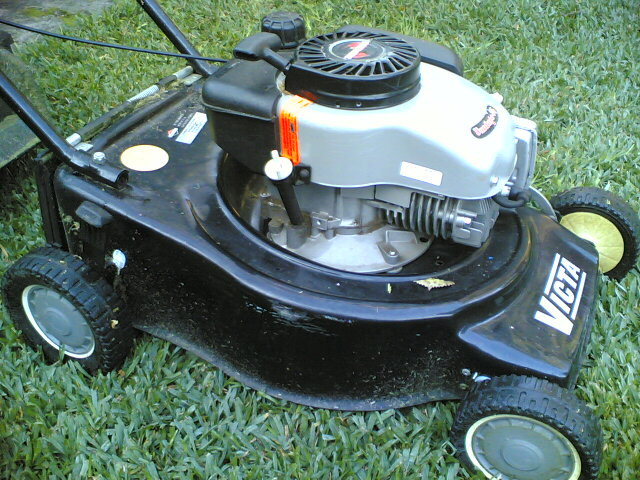
Tondeuse à gazon Victa. La poignée visible sur le dessus de la machine, sert à activer le lanceur en tirant le câble enroulé dans le carter rond supérieur.